# 1814 en Bretagne
 Chronologie de la Bretagne
- 1810
- 1811
- 1812
- 1813
- 1814
- 1815
- 1816
- 1817
- 1818

Cette page recense des événements qui se sont produits durant l'année 1814 en Bretagne.

## Société

### Naissance
- 12 août à Brest : Charles Octave Blanchard[1], décédé le 12 juillet 1842 à Paris, peintre d'histoire et portraitiste français.